# Seznam enot nepremične kulturne dediščine v Občini Sveta Ana
Seznam enot nepremične kulturne dediščine v Občini Sveta Ana.

## Seznam
| Slika | Ime                                 | Evidenčna številka | Kraj             | Leto razglasitve | Vrsta spomenika  | Tip spomenika              | Časovna uvrstitev    | Opis |
| ----- | ----------------------------------- | ------------------ | ---------------- | ---------------- | ---------------- | -------------------------- | -------------------- | --- |
|       | Domačija Kapl                       | 23199              | Dražen Vrh       | 2010             | lokalnega pomena | profana stavbna dediščina  | 19. stoletje         | Domačijo sestavljajo lesena hiša s sedemosno glavno in triosno zatrepno fasado, gospodarsko poslopje in znamenje - leseno razpelo. Hiša je iz 19. stoletja, letnica 1924 na lesenem portalu priča o njeni obnovi. Domačija stoji v Dražen Vrhu 56.                            |
|       | Domačija Kranerov vrh               | 27108              | Dražen Vrh       | 2010             | lokalnega pomena | profana stavbna dediščina  | konec 19. stoletja   | Domačijo sestavljajo lesena hiša s črno kuhinjo, zidanica z obokano vinsko kletjo in leseno prešo ter leseno gospodarsko poslopje. Stavbe so krite z opečnimi dvokapnicami.Domačija stoji v Dražen Vrhu 42.                                                                   |
|       | Domačija Perko                      | 23200              | Dražen Vrh       | 2010             | lokalnega pomena | profana stavbna dediščina  | konec 19. stoletja   | Domačijo sestavljajo hiša in gospodarska poslopja z dvokapnimi opečnimi strehami. Večja pritlična, podkletena (obokane kleti) hiša z bogato fasadno profilacijo in nišo s kipom Marije ter poslikavo v zatrepu je datirana z letnico 1865. Domačija stoji v Dražen Vrhu 47.   |
|       | Domačija Vajnhandl                  | 23198              | Dražen Vrh       |                  |                  | profana stavbna dediščina  | konec 19. stoletja   | Domačijo sestavljata lesena hiša s sedemosno glavno in triosno zatrepno fasado, krita z dvokapno opečno streho ter dvoetažno, leseno, delno zidano gospodarsko poslopje. Stavbi sta iz druge polovice 19. stoletja. Domačija stoji v Dražen Vrhu 52.                          |
|       | Lorenčičeva hiša                    | 23197              | Dražen Vrh       |                  |                  | profana stavbna dediščina  | 19. stoletje         | Pritlična hiša iz 19. stoletja, s petosno cestno in triosno zatrepno fasado, krita z dvokapno opečno steho. Hiša stoji v Dražen Vrhu 54. |
|       | Perkova hiša                        | 23185              | Dražen Vrh       |                  |                  | profana stavbna dediščina  | konec 18. stoletja   | Pritlična, delno podkletena hiša iz leta 1777, s petosno glavno in triosno zatrepno fasado ter tradicionalno razporeditvijo prostorov, je krita z dvokapno opečno streho. Hiša stoji v Dražen Vrhu 53.                                                                        |
|       | Mihalova kapela                     | 23213              | Froleh           |                  |                  | sakralna stavbna dediščina | začetek 20. stoletja | Kapelico z začetka 20. stoletja sestavljata starejša manjša kapelica in novejši nižji prizidek z zvonikom. Fasado členijo okenske odprtine in vhod. |
|       | Komenova kapela                     | 23211              | Krivi Vrh        |                  |                  | sakralna stavbna dediščina | 19. stoletje         | Kapelica iz 19. stoletja ima močno poudarjeno trikotno čelo in profiliran podstrešni venec. Kupolasto streho pokriva pločevina. Ob straneh sta niši. |
|       | Znamenje pomorski križ              | 7119               | Krivi Vrh        | 2010             | lokalnega pomena | sakralna stavbna dediščina | 17. stoletje         | Kamnito, v tlorisu štirioglato stebrno znamenje z monolitno strešico. Znamenje je primer izredno preprostega oblikovanja 17. stoletja. Znamenje stoji blizu hiše Krivi Vrh 9.                                                                                                 |
|       | Znamenje                            | 23209              | Ledinek          |                  |                  | sakralna stavbna dediščina | konec 19. stoletja   | Neogotsko znamenje ima trikotno čelo nad glavno nišo, poglobljene niše tudi ob straneh. Podstrešni venec je močno poudarjen, vogali so oblikovani s polstebri. Znamenje stoji zraven kmetije Gajzler.                                                                         |
|       | Geodetsko znamenje                  | 20337              | Lokavec          | 2010             | lokalnega pomena | ostalo                     | začetek 20. stoletja | Približno meter visok štirikoten betonski steber na betonskem podstavku, ki označuje trigonometrično točko. Geodetsko znamenje je bilo postavljeno 1912. |
|       | Kapela                              | 7120               | Lokavec          | 2010             | lokalnega pomena | sakralna stavbna dediščina | 19. stoletje         | Nadstropen objekt iz 19. stoletja ima v spodnjem delu kapelico s polkrožnimi nišami s freskami in zvonik v nadstropju. Pokriva jo strma streha s kardinalskim križem. Kapela stoji nasproti hiše Lokavec 4.                                                                   |
|       | Murkova hiša                        | 23184              | Lokavec          | 2010             | lokalnega pomena | profana stavbna dediščina  | konec 19. stoletja   | Cimprana hiša s šestosno glavno fasado, z ilovnatim ometom, pobeljenim z apnom. Ima strmo opečno dvokapno streho z lepo oblikovanim dimnikom. Dvokrilna vhodna vrata so kasetirana in ornamentirana. Hiša izvira iz druge polovice 19. stol. Hiša stoji v Lokavcu 4.          |
|       | Rajšpova kapela                     | 23205              | Lokavec          |                  |                  | sakralna stavbna dediščina | 19. stoletje         | Kapelico iz 19. stoletja pokriva dvokapnica z bobrovcem. Pod trikotnim čelom je vhod, ki ga zapira dekorativna ograja. Fasada je neprofilirana. |
|       | Hiša Rožengrunt 5                   | 7123               | Rožengrunt       | 1992             | lokalnega pomena | profana stavbna dediščina  | konec 19. stoletja   | Lesena, pritlična hiša krita s slamnato dvokapno streho. Notranjščina ima tradicionalno razporeditev, klet je obokana. Kamniti pravokotno oblikovani portal je datiran z letnico in monogramom 18 GMW 70. Hiša je bila porušena proti koncu 20. stol.                         |
|       | Kapela Marijinega obiskanja         | 2848               | Rožengrunt       | 2010             | lokalnega pomena | sakralna stavbna dediščina | začetek 20. stoletja | Velika kapela s prezbiterijem in dvonadstropnim zvonikom iz prve tretjine 20. stoletja. Fasado členijo le okenske odprtine, podstrešni venec in delilni medetažni venec na zvoniku.                                                                                           |
|       | Kapela                              | 23206              | Rožengrunt       |                  |                  | sakralna stavbna dediščina | sredina 18. stoletja | Znamenje z nišami iz leta 1756 je bilo leta 1998 neprimerno obnovljeno. Znamenje nosi širši, očitno nekoč kamnit talni zidec. Glavna niša sega do tal. |
|       | Rimskodobno gomilno grobišče        | 7083               | Rožengrunt       | 2010             | lokalnega pomena | arheološka dediščina       | rimska doba          | Rimskodobno gomilno grobišče, deset že delno prekopanih gomil, ki so razporejene v dveh vrstah. |
|       | Cerkev Sv. Ane                      | 2847               | Sveta Ana        | 2010             | lokalnega pomena | sakralna stavbna dediščina | konec 17. stoletja   | Enoladijska cerkev s polkrožno zaključenim prezbiterijem in zahodnim zvonikom, zgrajena med l. 1693-1705, prenovljena v 19. stol. Preprosto fasado členijo le podolžna pravokotna okna z baročno mrežo. Oprema je iz okoli 1790.                                              |
|       | Hiša Sveta Ana 2                    | 24216              | Sveta Ana        |                  |                  | profana stavbna dediščina  | sredina 19. stoletja | Pritlična podkletena vinogradniška stavba s štirikapno strmo opečno streho in značilno razporeditvijo prostorov: bivalni del (veža, kuhinja, dve sobi), prostor s prešo, kletni prostori z vinsko kletjo. Kamnit vhodni portal je datiran z letnico 1850.                     |
|       | Marijino znamenje                   | 23207              | Sveta Ana        |                  |                  | sakralna stavbna dediščina | začetek 20. stoletja | Kip Device Marije je postavljen na večkrat stopnjevani podstavek. Domnevno je nastal na začetku 20. stoletja. |
|       | Ocvirkova kapela                    | 23208              | Sveta Ana        |                  |                  | sakralna stavbna dediščina | konec 19. stoletja   | Kapelica ima nad trapezastim čelom majhen zvonik s pločevinasto streho. Fasado členijo pilastri, okenske obrobe in podstrešni venec. Do vhoda vodi nekaj stopnic. |
|       | Gomilno grobišče                    | 1035               | Zgornja Ročica   | 2010             | lokalnega pomena | arheološka dediščina       | rimska doba          | Časovno neopredeljeni gomili. |
|       | Jurekova kapela                     | 23212              | Zgornja Ročica   |                  |                  | sakralna stavbna dediščina | konec 19. stoletja   | Kapelico z zvonikom pokriva pločevinasta streha. Fasado členijo trikotno čelo, podstrešni venec in pilastri. |
|       | Domačija Grafonž                    | 23203              | Zgornja Ščavnica | 2010             | lokalnega pomena | profana stavbna dediščina  | konec 19. stoletja   | Domačijo iz druge polovice 19. stol. sestavljajo delno lesena, pritlična, podkletena hiša s šestosno glavno fasado, dve gospodarski poslopji (večje v obliki črke T ter manjše leseno), toplar, čebelnjak, vodnjak in leseno stranišče. Domačija stoji v Zgornji Ščavnici 58. |
|       | Ederjeva kapela                     | 23214              | Zgornja Ščavnica |                  |                  | sakralna stavbna dediščina | začetek 20. stoletja | Kapelica z začetka 20. stoletja ima na strehi zvonik. Edina profilacija je podstrešni venec in trikotno čelo nad vhodom. |
|       | Evangeličansko pokopališče          | 7128               | Zgornja Ščavnica | 2010             | lokalnega pomena | memorialna dediščina       | začetek 20. stoletja | Pokopališče, ki so ga 1918 uredili priseljeni prekmurski evangeličani. Ohranjenih je petnajst grobov z železnimi in kamnitimi nagrobniki. Sestavni del pokopališča je kapela s šilasto zaključenimi okni in strmo streho, zgrajena 1935.                                      |
|       | Gomilno grobišče Žametna vas        | 7089               | Zgornja Ščavnica |                  |                  | arheološka dediščina       | rimska doba          | Že zravnane rimskodobne gomile, ohranjen oziroma viden je le še severni del ene izmed njih. |
|       | Hiša Zgornja Ščavnica brez številke | 7124               | Zgornja Ščavnica |                  |                  | profana stavbna dediščina  | začetek 19. stoletja | Zidana, visokopritlična, delno podkletena stanovanjska hiša z bogato poznobaročno fasado. Vhodni portal kamnit, polkrožno oblikovan. Hiša je porušena. |
|       | Krajžlarjeva hiša                   | 23202              | Zgornja Ščavnica |                  |                  | profana stavbna dediščina  | 19. stoletje         | Cimprana, delno podkletena hiša iz 19. stol. Okna so dvokrilna, deljena na polja in opremljena z lesenimi polkni. Hiša je krita s strmo dvokapno opečno streho, ohranjena je tradicionalna razporeditev prostorov.                                                            |
|       | Močnikova kovačija                  | 24201              | Zgornja Ščavnica | 2010             | lokalnega pomena | profana stavbna dediščina  | konec 19. stoletja   | Pritlična zidana stavba, obcestna kovačija s konca 19. stol. z novejšim prizidkom - garažo. Ohranjeno je odprto ognjišče in kovaško orodje. Je edina ohranjena kovačija v širši okolici.                                                                                      |
|       | Rimskodobna gomila                  | 7090               | Zgornja Ščavnica | 2010             | lokalnega pomena | arheološka dediščina       | rimska doba          | Delno prekopana rimskodobna gomila. |
|       | Rimskodobno gomilno grobišče        | 7087               | Zgornja Ščavnica | 2010             | lokalnega pomena | arheološka dediščina       | rimska doba          | Rimskodobno gomilno grobišče; triindvajset (nekoč šestindvajset) delno prekopanih gomil. |
|       | Simoničeva kapela                   | 9471               | Zgornja Ščavnica |                  |                  | sakralna stavbna dediščina | sredina 20. stoletja | Kapelica zaprtega tipa s stolpičem je bila zgrajena 1950. Pokriva jo opečna dvokapnica. Strmo pločevinasto štirikapnico stolpiča zaključuje dekorativno oblikovan strešni zaključek.                                                                                          |
|       | Šamperlova kapela                   | 23215              | Zgornja Ščavnica |                  |                  | sakralna stavbna dediščina | začetek 20. stoletja | Kapelica z začetka 20. stoletja je zgrajena v mešanici historičnih slogov (gotike, baroka in romanike). Vhod v notranjost zapira dekorativna ograja. |
|       | Znamenje                            | 23216              | Zgornja Ščavnica |                  |                  | sakralna stavbna dediščina | 18. stoletje         | Znamenje iz 18. stoletja pokriva dvokapnica z bobrovcem. V nišah so prizori s sv. Trojico. Nekdanji kamnit talni zidec pokriva neprimerna kamnita obloga. |
|       | Gomila                              | 1062               | Žice             | 2010             | lokalnega pomena | arheološka dediščina       | rimska doba          | Nepoškodovana in časovno neopredeljena gomila. |
|       | Gomila Ledinek                      | 1066               | Žice             | 2010             | lokalnega pomena | arheološka dediščina       | rimska doba          | Nepoškodovana in časovno neopredeljena gomila. |
|       | Hudičeva hiša                       | 23201              | Žice             | 2010             | lokalnega pomena | profana stavbna dediščina  | konec 19. stoletja   | Tipična kmečka hiša iz 2. polovice 19. stol. z ohranjeno tradicionalno razporeditvijo prostorov. Fasado členi profiliran podstrešni zidec, vogalne obrobe in poudarjena vhodna srednja os glavne petosne fasade. Streha je strma opečna dvokapnica.                           |
|       | Molehova kapelica                   | 23210              | Žice             |                  |                  | sakralna stavbna dediščina | sredina 20. stoletja | Večja kapelica iz obdobja med prvo in drugo svetovno vojno ima nad vhodno fasado zvonik in pod njim prizor s svetnikom v kvadratnem polju. Ob vogalih so plitki oporniki. Pod streho je profiliran podstrešni venec.                                                          |
|       | Rimskodobno gomilno grobišče        | 1039               | Žice             | 2010             | lokalnega pomena | arheološka dediščina       | rimska doba          | Rimskodobno gomilno grobišče; sedem delno poškodovanih gomil. |